# François Quesnay
François Quesnay (franska: [fʁɑ̃swa kɛnɛ]), född 4 juni 1694 i Méré i Frankrike, död 16 december 1774 i Versailles i Frankrike, var en nationalekonom, läkare och fysiokrat. Han var förfader till Jules Quesnay de Beaurepaire.

## Biografi
Quesnay var Ludvig XV:s livläkare och blev ledande bland fysiokraterna, som ansåg att alla ekonomiska värden härrörde från jordbruket. I Encyclopédie skrev han artiklarna Fermiers (Bönder) och Grains (Spannmål) och återgav sedan mera utförligt resultatet av sina undersökningar i självständiga arbeten, Tableau économique (1758) och La physiocratie (1767), hans huvudarbete som gav hela riktningen dess namn. Det förra arbetet var en banbrytande beskrivning av det ekonomiska kretsloppet.

## Utmärkelser
Asteroiden 9588 Quesnay är uppkallad efter honom.